# Oblężenie Torunia (1809)

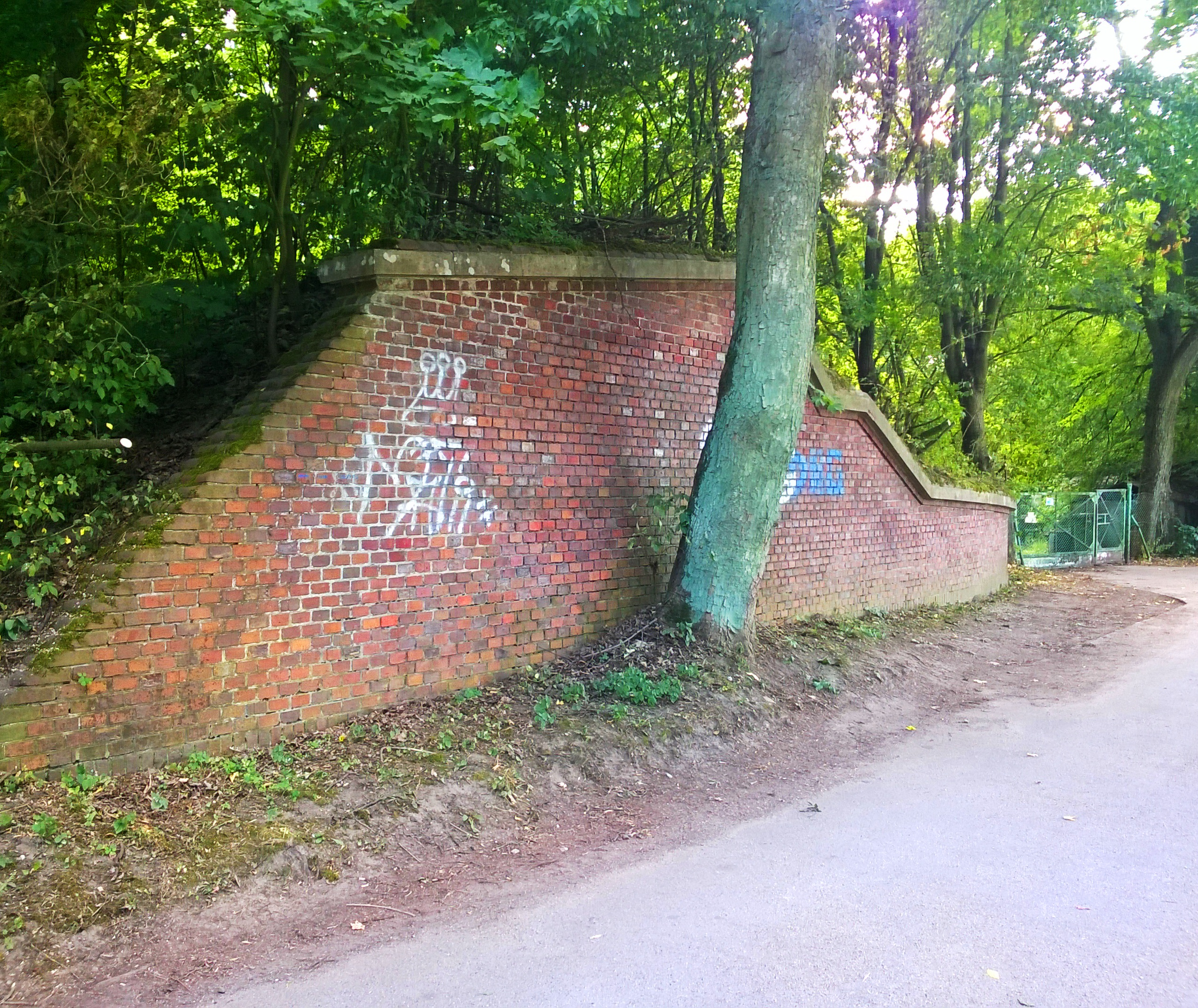
Szaniec Kępy Bazarowej, z którego dowodził gen. Stanisław Wojczyński

Oblężenie Torunia (1809) – nieudane oblężenie twierdzy przez wojska austriackie w dniach 15–19 maja 1809.

## Sytuacja
W początkowym etapie działań wojennych Toruń był miastem odległym od głównego teatru zmagań, który koncentrował się w okolicach Warszawy. Po nieudanych próbach zdobycia przyczółków na prawym brzegu Wisły, zakończonych klęskami oddziałów austriackich pod Radzyminem i Ostrówkiem, arcyksiążę Ferdynand d'Este zadecydował, aby w pierwszej kolejności zneutralizować siły polskie na lewym brzegu Wisły. Głównym celem było zdobycie Torunia, co było podyktowane przesłankami strategicznymi, jak i politycznymi. Zdobycie tej twierdzy odcięłoby armię Poniatowskiego od sił polskich znajdujących się w Wielkopolsce, a także zamknęłoby mu ewentualną drogę odwrotu do Saksonii. To mogłoby również zmusić naczelnego wodza armii polskiej do wstrzymania wszelkich działań ofensywnych, w szczególności w kierunku Galicji. Dodatkowo zajęcie Torunia umożliwiłoby nawiązanie styczności z wojskami pruskimi zgromadzonymi nad granicą, a w dalszej perspektywie przekazanie tych terenów Prusom, w zamian za przystąpienie tego państwa do koalicji antynapoleońskiej. Znaczenie miasta potęgował fakt, iż po poddaniu Warszawy przeniósł się tam rząd Księstwa Warszawskiego. 
Toruń nie był należycie przygotowany do obrony. Najsilniejsze umocnienia chroniły miasto od strony wschodniej, z zachodu dostępu do twierdzy broniła Wisła. Plan rozbudowy fortyfikacji nie został zrealizowany ze względu na brak odpowiednich sum pieniędzy w kasie Księstwa. Budowę umocnień przedmościa od strony zachodniej rozpoczęto dopiero w pierwszych dniach maja 1809 r., gdy wojska austriackie zmierzały już na miasto. Gubernatorem Torunia i dowódcą garnizonu był gen. Stanisław Woyczyński, weteran insurekcji kościuszkowskiej. Miał on do dyspozycji około 3600 żołnierzy trzecich batalionów 10., 11. i 12. pułku piechoty, podczas gdy minimalną liczbę żołnierzy do obsadzenia twierdzy szacowano na 4000. Dodatkowo oddziały te składały się przede wszystkim z niewyćwiczonych rekrutów, wcielonych do armii podczas kwietniowego poboru. Wielu nie posiadało nawet kompletnego umundurowania. Brakowało również oficerów i instruktorów. 

## Przebieg
14 maja austriacka straż przednia, dowodzona przez gen. Mohra, podeszła pod miasto. Poinformowany wcześniej o ruchach Austriaków gen. Woyczyński rozkazał płk. Mielżyńskiemu z 3 batalionem 11. pułku piechoty i trzema działami (łącznie 1200 żołnierzy) obsadzić częściowo nieukończony szaniec przedmostowy. Wsparcia miały im udzielać kolejne trzy działa ulokowane na kępie wiślanej.
15 maja o świcie gen. Mohr rzucił do ataku na przyczółek przedmostowy trzy bataliony z najlepszego 48. pułku piechoty Vukassovicha, wsparcia ogniowego udzielało im 12 dział. Atakiem dowodził szef sztabu korpusu płk. Brusch. Płk. Mielżyński mimo rozkazów gen. Woyczyńskiego nie wycofał na noc większości swoich ludzi i armat na kępę wiślaną i został zaskoczony przez przeciwnika. Austriacy również popełnili błąd, płk. Brusch nie zastosował się do opracowanego planu bitwy i zamiast okrążyć szaniec i wyjść na jego tyły, uderzył od frontu. Po dwugodzinnej walce ogniowej szaniec został zdobyty przez Austriaków. Żołnierze polscy wpadli w panikę i rzucili się do ucieczki przez most w kierunku kępy wiślanej. Odwrót osłaniała niewielka grupa oficerów i podoficerów oraz artylerzyści, którzy strzelali z jednego, ocalonego działa, pozostałe dwie armaty trafiły w ręce wroga. Austriacy czterokrotnie próbowali uderzać przez most, lecz ogień czterech polskich armat i przybyłe z twierdzy dwie kompanie fizylierów za każdym razem odpierały ich ataki. W końcu most na rozkaz gen. Woyczyńskiego został podpalony. Straty polskie tego dnia wynosiły 60 zabitych, w tym 1 oficer, 80 rannych, ok. 100 wziętych do niewoli i 3 działa. Straty austriackie nie są dokładnie znane, liczby wahają się od 70 do 500 zabitych i rannych, śmierć poniósł również płk. Brusch, co było dotkliwą stratą dla Austriaków.
Gen. Woyczyński odrzucił wszelkie propozycje kapitulacji. W odpowiedzi Austriacy rozpoczęli dwudniowe ostrzeliwanie miasta. Ich skutkiem było kilka pożarów, które jednak szybko ugaszono. 
Ze względu na nikłe postępy, fiasko pertraktacji, brak ciężkich dział, które mogłyby poczynić większe szkody obleganym i kurczące się zapasy amunicji, arcyksiążę Ferdynand zadecydował o odstąpieniu od oblężenia Torunia. Przez kilka dni wydawał gen. Mohrowi sprzeczne ze sobą rozkazy, w końcu 19 maja polecił mu ściągnąć spod Torunia wszystkie oddziały i udać się do Warszawy.

## Wpływ na działanie Rządu Księstwa Warszawskiego
W obliczu oblężenia Rząd Księstwa Warszawskiego przeniósł się do Łomży, to jest na prawy brzeg Wisły, na którym wojska austriackie nie operowały.